# Heinrich VII. (Fürstenberg)

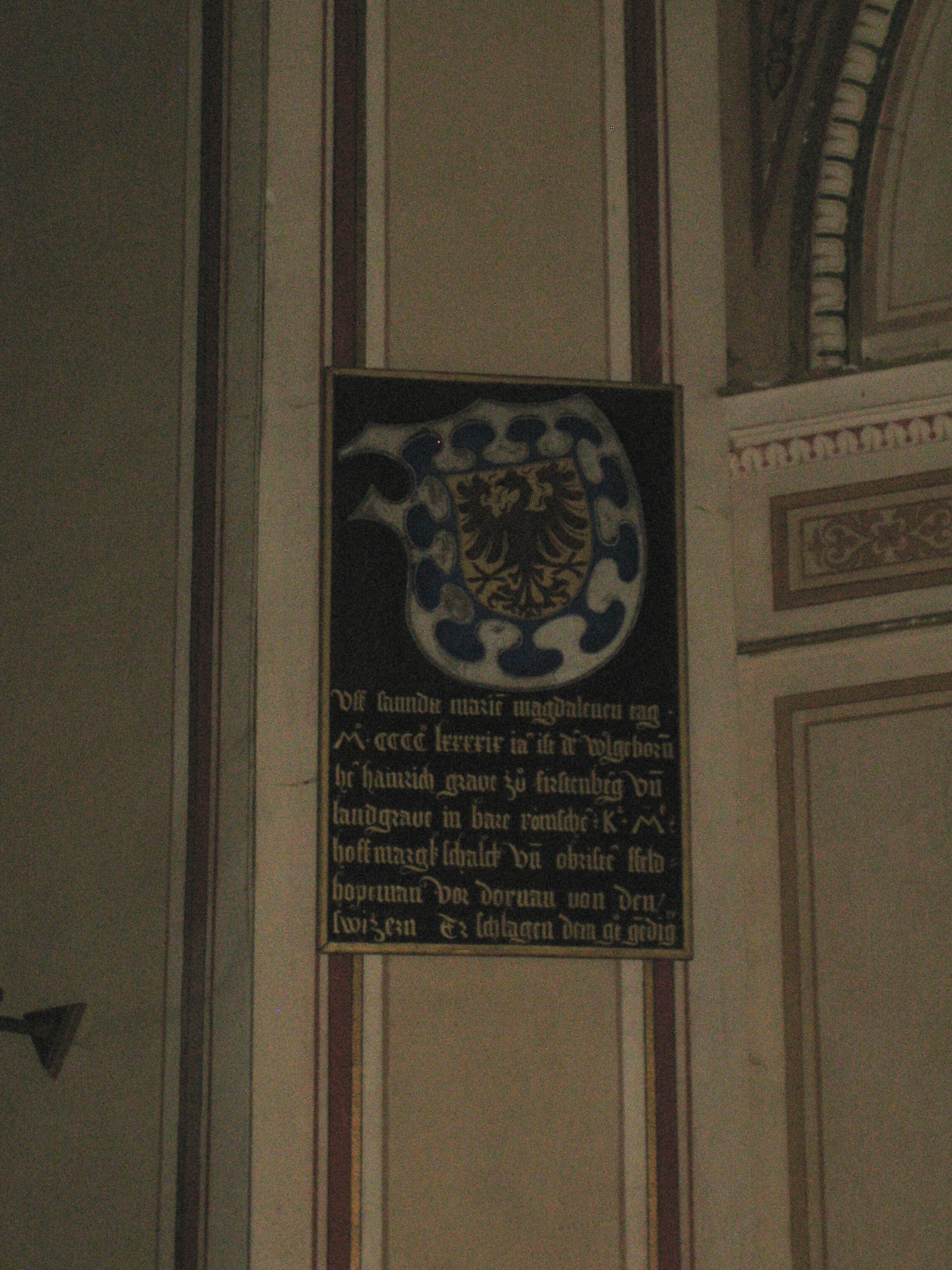
Totenschild des Grafen Heinrich VII von Fürstenberg in der Gruftkirche der Fürstenberger in Kloster Neudingen

Heinrich VII. (* 1464; † 22. Juli 1499) war von 1484 bis zu seinem Tod in der Schlacht bei Dornach Graf von Fürstenberg, außerdem Landgraf von der Baar und bis zur Erbteilung von 1491 zusammen mit seinem Bruder auch Herr zu Wolfach, Haslach und Hausach. 

## Leben
Heinrich von Fürstenberg entstammte der Hauptlinie der Familie Fürstenberg und war Sohn des von 1441 bis 1484 regierenden Grafen Konrad und der Gräfin Kunigund von Maetsch. Nach dem Tod seines Vaters am 24. April 1484 traten Heinrich VII. und sein Bruder Wolfgang von Fürstenberg gemeinsam die Regierung in den Ländereien des Vaters an. Von Juni bis November 1486 war Heinrich auf einer Pilgerfahrt nach Jerusalem, die teilweise in einem Reisebericht von Conrad Grünenberg dokumentiert ist.
Am Hof des Herzogs Siegmund von Tirol in Innsbruck war Heinrichs Onkel Gaudenz von Matsch der starke Mann. Heinrich wurde am 6. Januar 1485 zu einem der Räte Siegmunds ernannt und trat damit in die Fußstapfen seines Vaters. Am 11. Februar 1486 wurde diese Ernennung auf sechs Jahre bestätigt und Heinrich bekundete erneut seine Treue und Verschwiegenheit.
Herzog Siegmund begann 1487 einen Krieg gegen die Republik Venedig, der seine finanziellen Schwierigkeiten noch verschärfte. Um diese zu mildern verpfändete er die österreichischen Vorlande unter dem Einfluss seiner Räte am 12. Juli 1487 an Herzog Albrecht IV. von Bayern. Die Verpfändung stellte einen Bruch der habsburgischen Familiengesetze dar und hätte bei Bestand aufgrund der finanzielle Lage von Siegmund nicht bedingungsgemäß ausgelöst werden können. Das hätte den dauerhaften Verlust dieser habsburgischen Lande bedeutet. Kaiser Friedrich III. traf energische Gegenmaßnahmen und zwang Siegmund zur Rücknahme der Verpfändung. Seine Räte wurden wegen Hochverrat verfolgt und am 8. Januar 1488 mit der Reichsacht belegt. Hiervon war auch Heinrich VII. von Fürstenberg betroffen, der sich wie andere Räte der Verhaftung durch Flucht entzog. Durch die Fürsprache seines Bruders Wolfgang begnadigte Kaiser Friedrich den Grafen Heinrich am 7. Mai 1489.
Im Schweizerkrieg erhielt Heinrich sein erstes Militärkommando in einem Krieg. 
Am 24. April 1499 ernannte Maximilian ihn zum Feldhauptmann der habsburgischen und Reichstruppen im Sundgau und Breisgau. In seinem Standlager in Altkirch sammelte er Truppen, wobei er große Schwierigkeiten hatte die Söldner zu bezahlen. Nennenswerte militärische Aktionen leitete er kaum ein. Als Ende Mai Stockach von den Eidgenossen bedroht wurde, zog Heinrich zur Hilfe. Allerdings konnte er schon bei Waldshut wieder umkehren, da sich die Schweizer zurückgezogen hatten. Mitte Juni stieß er von Altkirch bis Haustein vor und verwüstete solothurnische Dörfer. Einen Monat später entschloss sich Heinrich dann zum Angriff auf Schloss Dorneck. Am 22. Juli lagerten seine Truppen in der Nähe des Schlosses und alle erwarteten einen raschen Fall der schwach besetzten solothurnischen Befestigung. Nachrichten über den Abzug der eidgenössischen Truppen aus dem Großraum Basel vertrauend ging die Sorglosigkeit Heinrichs so weit, dass auf die Erkundung der Umgebung und die Aufstellung von Wachen verzichtet wurde. Nachrichten über die anrückenden Schweizer und Warnungen seiner Hauptleute ignorierte der Graf. Heinrich kam am 22. Juli 1499 in der Schlacht bei Dornach ums Leben. Dabei fiel er bereits kurz nach Beginn der Schlacht bei einem Angriff Berner, Solothurner und Zürcher Truppen auf das schwäbische Lager. Graf Wolfgang und König Maximilian versuchten mehrfach, von den Schweizern die Herausgabe des Leichnams des gefallenen Heinrich zu erwirken, blieben jedoch erfolglos. Das Erbe des Verstorbenen fiel an seinen Bruder. Die Solothurner verweigerten die Herausgabe der Leiche Heinrichs, der in Dornach begraben wurde. In der Grablege der Fürstenberger im Kloster Neudingen befindet sich eine Gedenktafel.